# Thomas Scott (Offizier)
Thomas Patrick David Scott, CB, CBE, DSO&Bar (* 1. März 1905 in Punjab, Britisch-Indien; † 30. Juli 1976) war ein britischer Offizier und zuletzt Generalmajor der British Army, der unter anderem von 1956 bis 1959 Kommandeur der 42. Infanteriedivision (42nd (East Lancashire) Infantry Division) war. Er fungierte zudem zwischen 1971 und 1976 als Lord Lieutenant of Fermanagh.

## Leben

### Offiziersausbildung und Zweiter Weltkrieg
Thomas Patrick David Scott war der Sohn von Generalleutnant Sir Thomas Edwin Scott, KCB, CIE, DSO (1867–1937). Er absolvierte nach dem Besuch der Blundell’s School in Tiverton eine Offiziersausbildung am Royal Military College Sandhurst und wurde nach deren Abschluss am 30. August 1924 als Second Lieutenant ins Linieninfanterieregiment Royal Irish Fusiliers übernommen. In den folgenden Jahren fand er zahlreiche Verwendungen als Offizier und Stabsoffizier.
Während des Zweiten Weltkrieges war Scott zwischen 1942 und 1943 zunächst Kommandeur des 1. Bataillons der Royal Irish Fusiliers sowie im Anschluss vom 7. Juli bis zum 12. November 1943 als Brigadier Kommandeur der in Nordafrika eingesetzten 12. Infanteriebrigade (12th Infantry Brigade). Er wurde für seine militärischen Verdienste 1943 zum Companion des Distinguished Service Order (DSO) ernannt. Im weiteren Kriegsverlauf war er vom 20. Februar 1944 bis zum 12. Januar sowie erneut zwischen dem 18. Februar 1945 und 1947 Kommandeur der ebenfalls in Nordafrika und später in Italien operierenden 38. Infanteriebrigade (38th Infantry Brigade). Aufgrund seiner militärischen Leistungen wurden er 1945 auch Companion des Order of the British Empire (CBE) und erhielt des Weiteren eine Spange (Bar) zum Distinguished Service Order.

### Nachkriegszeit, Aufstieg zum Generalmajor und Lord Lieutenant of Fermanagh
Im Juli 1948 wurde Brigadier Scott Nachfolger von Brigadier Gerald Thubron als Kommandant der Höheren Offiziersschule (Senior Officers’ School) in Sheerness und verblieb in dieser Funktion bis Juni 1950, woraufhin Brigadier John Spurling ihm nachfolgte. Er selbst war im Anschluss zwischen Juli 1950 und August 1952 Kommandeur der in Nordirland eingesetzten 107th Ulster Brigade. Nachdem er von September 1952 bis April 1954 stellvertretender Generaladjutant der Landstreitkräfte im Mittleren Osten (Deputy Adjutant-General Middle East Land Forces) war, wurde er zwischen April 1954 und Mai 1956 als Ausbildungsberater zum Pakistanischen Heer abgeordnet.
Nachdem Thomas Scott zum Major-General befördert worden war, übernahm er im Mai 1956 von Generalmajor William Henry Stratton den Posten als Kommandeur der 42. Infanteriedivision (42nd (East Lancashire) Infantry Division) und hatte dieses Kommando bis Mai 1959 inne, woraufhin Generalmajor Claude Dunbar ihn ablöste. Als Kommandeur der 42. Infanteriedivision war er in Personalunion zwischen Mai 1956 und Mai 1959 auch Kommandeur des Militärbezirks Nordwest (District Officer Commanding North Western District). Er wurde 1956 zum Companion des Order of the Bath (CB) ernannt und trat 1959 in den Ruhestand. 1960 übernahm er das Ehrenamt als Colonel of The Royal Irish Fusiliers und war letzter Inhaber dieser Funktion bis zur Zusammenlegung dieses Regiments mit den Linieninfanterie-Regimentern Royal Inniskilling Fusiliers und Royal Ulster Rifles zum Infanterieregiment Royal Irish Rangers 1968.
Nachdem nach dem Rücktritt von Basil Brooke, 1. Viscount Brookeborough im Februar 1969 eine Vakanz entstanden war, übernahm Scott am 17. Juni 1971 das Amt als Lord Lieutenant of Fermanagh. Er bekleidete dieses bis zum 30. Juli 1976, woraufhin Robert Grosvenor, 5. Duke of Westminster am 7. Februar 1977 seine Nachfolge antrat, in den 1970er Jahren der reichste Mann Großbritanniens.
Aus seiner am 22. Dezember 1936 geschlossenen Ehe mit Peggy Winifred Ishbel Bowen-Colthurst (* 1909), Tochter von Captain Robert Macgregor Bowen-Colthurst und Winifred Susan Bartholomew West, gingen drei Töchter hervor.

## Hintergrundliteratur
- Richard Doherty: Ireland’s Generals in the Second World War, Four Courts Press, 2004 ISBN 978-1-8518-2-8654